# Aartsbisdom Québec
Het rooms-katholieke aartsbisdom Québec (Latijn: Archidioecesis Quebecensis; Frans: Archidiocèse de Québec) werd in 1658 gesticht met François de Montmorency-Laval als bisschop. In 1819 werd het een aartsbisdom. De zetel van het bisdom is in Québec. De zetelkerk is de Notre-Dame de Québec.
De aartsbisschop van Québec draagt de titel primaat van Canada en is metropoliet van de kerkprovincie Québec, waartoe ook de volgende suffragane bisdommen behoren:
- bisdom Chicoutimi
- bisdom Sainte-Anne-de-la-Pocatière
- bisdom Trois-Rivières

## Aartsbisschoppen sinds 1931
- Jean-Marie-Rodrigue Villeneuve, 1931-1947
- Maurice Roy, 1947-1981
- Louis-Albert Vachon, 1981-1990
- Maurice Couture, 1990-2002
- Marc Ouellet, 2002-2010
- Gérald Lacroix, 2011-heden

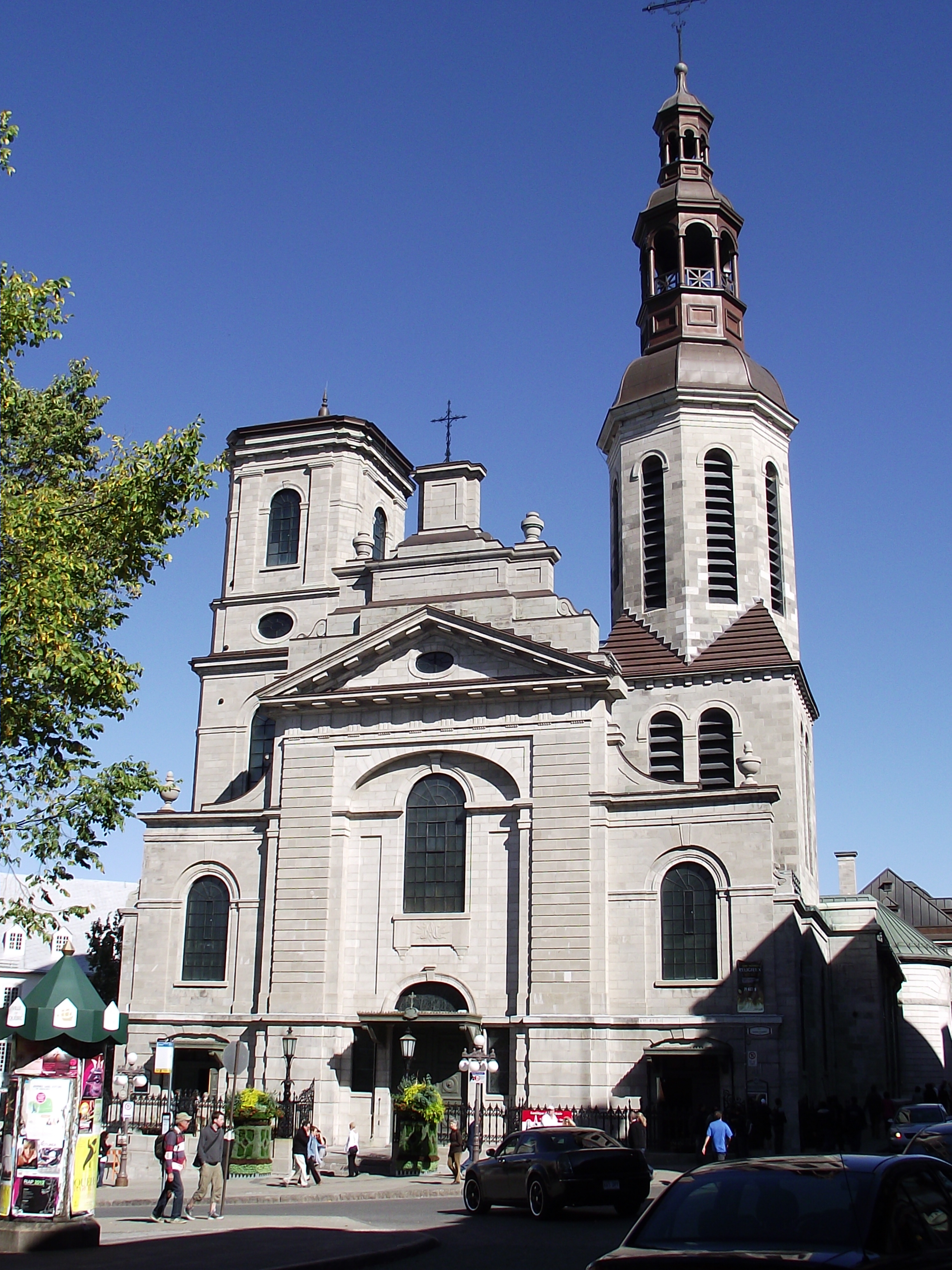
Notre-Dame de Québec